# 埃氏糙鮋
埃氏糙鮋，為輻鰭魚綱鮋形目鮋亞目平鮋科的其中一種，為深海魚類，分布於東南大西洋南非聖赫勒拿灣、西南太平洋紐西蘭海域，棲息深度450-1025公尺，體長可達35公分，棲息在大陸棚及大陸坡，生活習性不明，可做為食用魚。

## 扩展阅读
維基物種上的相關：埃氏糙鮋